# Dora Bryan
Dora Bryan, właśc. Doreen May Broadbent (ur. 7 lutego 1923 w Parbold, zm. 23 lipca 2014 w Brighton and Hove) – angielska aktorka teatralna, filmowa i telewizyjna.

## Wybrana filmografia
seriale
- 1961: Happily Ever After jako Dora Morgan
- 1992: Absolutnie fantastyczne jako Millie / Dolly
- 1999: Szpital Holby City jako Betty Wheeler
- 2004: Catterick jako Pani Trethrewick

film
- 1947: Niepotrzebni mogą odejść jako Dziewczyna w budce
- 1948: Stracone złudzenia jako Rose
- 1951: Nie ma autostrad w chmurach jako Rosie, barmanka
- 1961: Smak miodu jako Helena
- 1988: Apartament zero jako Margaret McKinney
- 2005: Lustrzana maska jako Nan

## Nagrody
Za rolę Heleny w filmie Smak miodu została uhonorowana nagrodą BAFTA.